# Jean Jouffroy
Jean Jouffroy (Luxeuil, 1412 - Reuilly, 24 de novembro de 1473) foi um cardeal do século XV.

## Primeiros anos
Nasceu em Luxeuil em Ca. 1412. De uma condição baixa e obscura. Seu sobrenome também está listado como Gafridi e Gaufridi; e seu primeiro nome como Joannes, Geofroi e Gofredo. Ele foi chamado de Cardeal de Arras e de Albi.

## Educação
Obteve doutorado em direito canônico e teologia.

## Vida pregressa
Ingressou na Ordem de São Bento Cluniancese (Benedictinos) em Luxeuil. Professor de teologia e direito canônico na Universidade de Pavia, 1435-1438. Prior de Notre Dame du Château-sur-Salins. Participou do Concílio de Florença em 1439. Abade de Saint-Pierre de Luxeuil em 1449. Referendário papal. Enviado de Philippe le bon perante o Papa Nicolau V.

## Episcopado
Eleito bispo de Arras, 30 de abril de 1453. Consagrado (nenhuma informação encontrada). Em agosto de 1459, em Mântua, ingressou na embaixada do duque de Borgonha perante o Papa Pio II; ele pronunciou o endereço habitual. Em 1460, foi o intermediário entre o papa e o delfim, que se tornou rei Luís XI em 22 de julho de 1461. Participou da consagração do rei em Reims em 15 de agosto de 1461; tornou-se conselheiro real. Nomeado legado papal perante o rei francês, bem como legado na Inglaterra, Escócia e Borgonha; foi recebido pelo rei Luís XI em outubro de 1461; ele pediu a revogação da Sanção Pragmática em 27 de novembro de 1461. O rei francês o recomendou para o cardinalato.

## Cardinalato
Criado cardeal sacerdote no consistório de 18 de dezembro de 1461; entrou em Roma em 13 de março de 1462 como parte de uma embaixada francesa, com o conde Pierre de Chaumont; a embaixada foi recebida pelo papa na Sala Consistorial, e o novo cardeal falou em nome do rei; logo após a audiência, recebeu o chapéu vermelho e o título de Ss. Silvestro e Martino ai Monti. Conversei várias vezes com o papa a favor da Casa de Anjou em Nápoles, mas sem sucesso. Transferido para a Sé de Albi em 10 de dezembro de 1462. Retornou à França em 23 de outubro de 1464 e chegou a Paris, onde o rei o honrou grandemente. Não participou do conclave de 1464 , que elegeu o Papa Paulo II. Abade de Saint-Denis, 12 de junho de 1464. Em 1465, recebeu uma nova missão do Papa Paulo II perante o rei francês. Retornou a Roma em 3 de outubro de 1466 chefiando uma embaixada do rei francês, incluindo Carlos de Bourbon, arcebispo de Lyon; regressou a França em 1 de outubro de 1468. Em 1469 foi nomeado embaixador do rei Luís XI perante o rei Henrique IV de Castela (1) ; e mais tarde, antes do Papa Paulo II. Obteve em comenda o mosteiro cisterciense de Morerela, diocese de Zamora, em 9 de março de 1470. Não participou no conclave de 1471 , que elegeu o Papa Sisto IV. Em 1473, recebeu do rei francês o comando do exército contra Jean d'Armagnac em Lectoure; e mais tarde, contra Perpignan; ao retornar a Paris, ele morreu.
Morreu em Reuilly em Antes de 24 de novembro de 1473, na arquidiocese de Bourges. Enterrado naquele convento